# Borau
Borau est une commune d'Espagne dans la communauté autonome d'Aragon, province de Huesca. Elle n'est constituée que d'un seul village du même nom.

## Géographie
Le territoire de la commune se situe dans le massif montagneux des Pyrénées :
| \| Borau \| Géolocalisation sur la carte des Pyrénées |
| Borau                                                 |

Administrativement la localité se trouve au nord de l'Aragon dans la comarque de Jacetania.

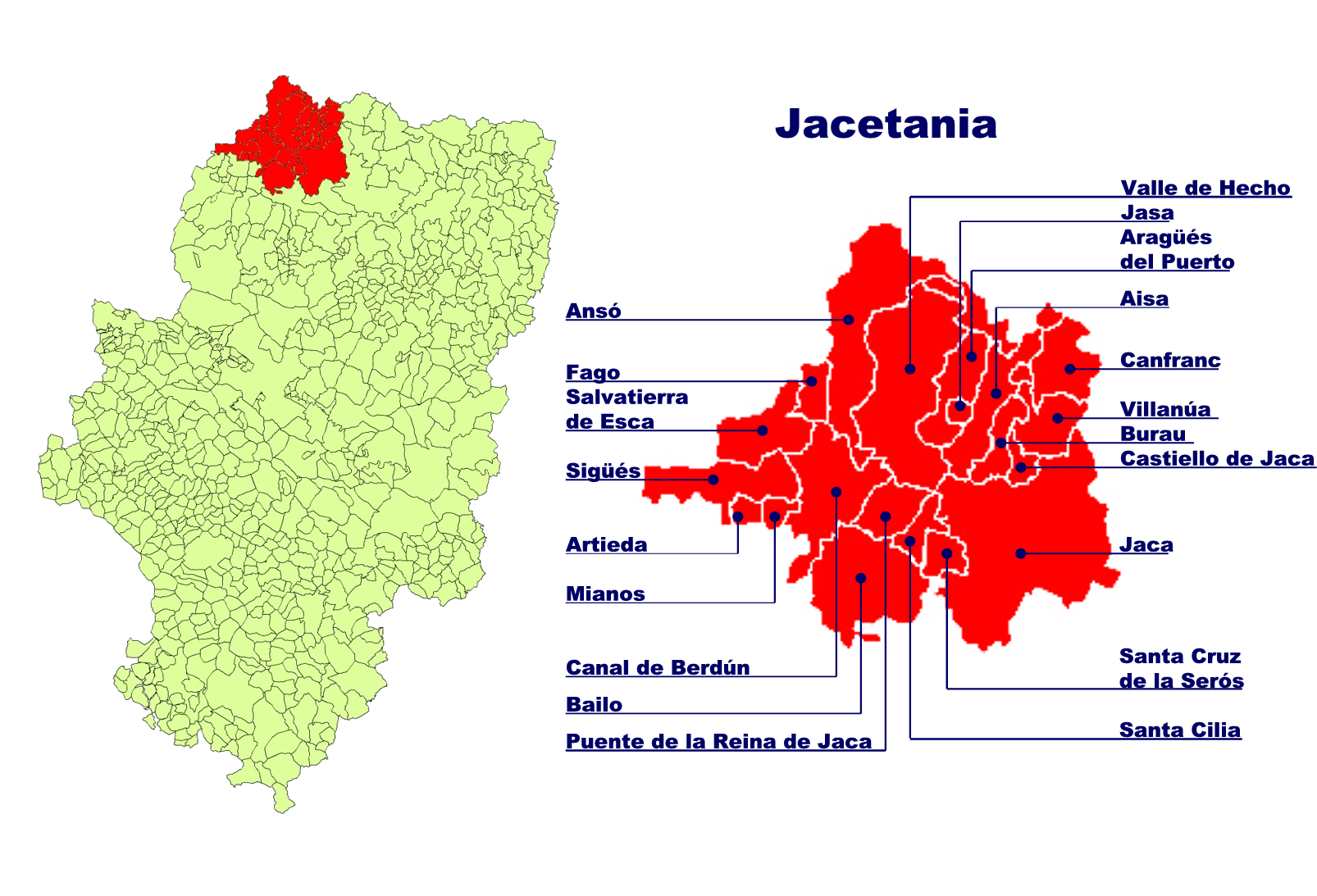
Territoire des communes en la comarque de la Jacetania (zone rouge, reste de l'Aragon en vert clair)

Localités limitrophes : À compléter

## Administration
| Période | Période | Identité           | Étiquette | Qualité |
| ------- | ------- | ------------------ | --------- | ------- |
| 1979    | 1983    |                    |           |         |
| 1983    | 1987    |                    |           |         |
| 1987    | 1991    |                    |           |         |
| 1991    | 1995    |                    |           |         |
| 1995    | 1999    |                    |           |         |
| 1999    | 2003    |                    |           |         |
| 2003    | 2007    |                    |           |         |
| 2007    | 2011    | Daniel López Pérez |           |         |

## Démographie
| Évolution démographique | Évolution démographique | Évolution démographique | Évolution démographique | Évolution démographique | Évolution démographique | Évolution démographique | Évolution démographique | Évolution démographique | Évolution démographique | Évolution démographique | Évolution démographique | Évolution démographique | Évolution démographique | Évolution démographique | Évolution démographique | Évolution démographique | Évolution démographique |
| 1842                    | 1857                    | 1860                    | 1877                    | 1887                    | 1897                    | 1900                    | 1910                    | 1920                    | 1930                    | 1940                    | 1950                    | 1960                    | 1970                    | 1981                    | 1991                    | 2001                    | 2007                    |
| ----------------------- | ----------------------- | ----------------------- | ----------------------- | ----------------------- | ----------------------- | ----------------------- | ----------------------- | ----------------------- | ----------------------- | ----------------------- | ----------------------- | ----------------------- | ----------------------- | ----------------------- | ----------------------- | ----------------------- | ----------------------- |
| 365                     | ..                      | ..                      | 511                     | 521                     | 483                     | 460                     | 460                     | 371                     | 315                     | 259                     | 224                     | 190                     | 122                     | 84                      | 73                      | 74                      | 72                      |

## Patrimoine
Dans le sous-sol calcaire de la commune de Borau et de sa voisine Villanúa, se développe le réseau souterrain de Lecherines, dont la profondeur totale dépasse les mille mètres et la longueur dépasse les quinze kilomètres.